# St. Nemesius (Burgholz)

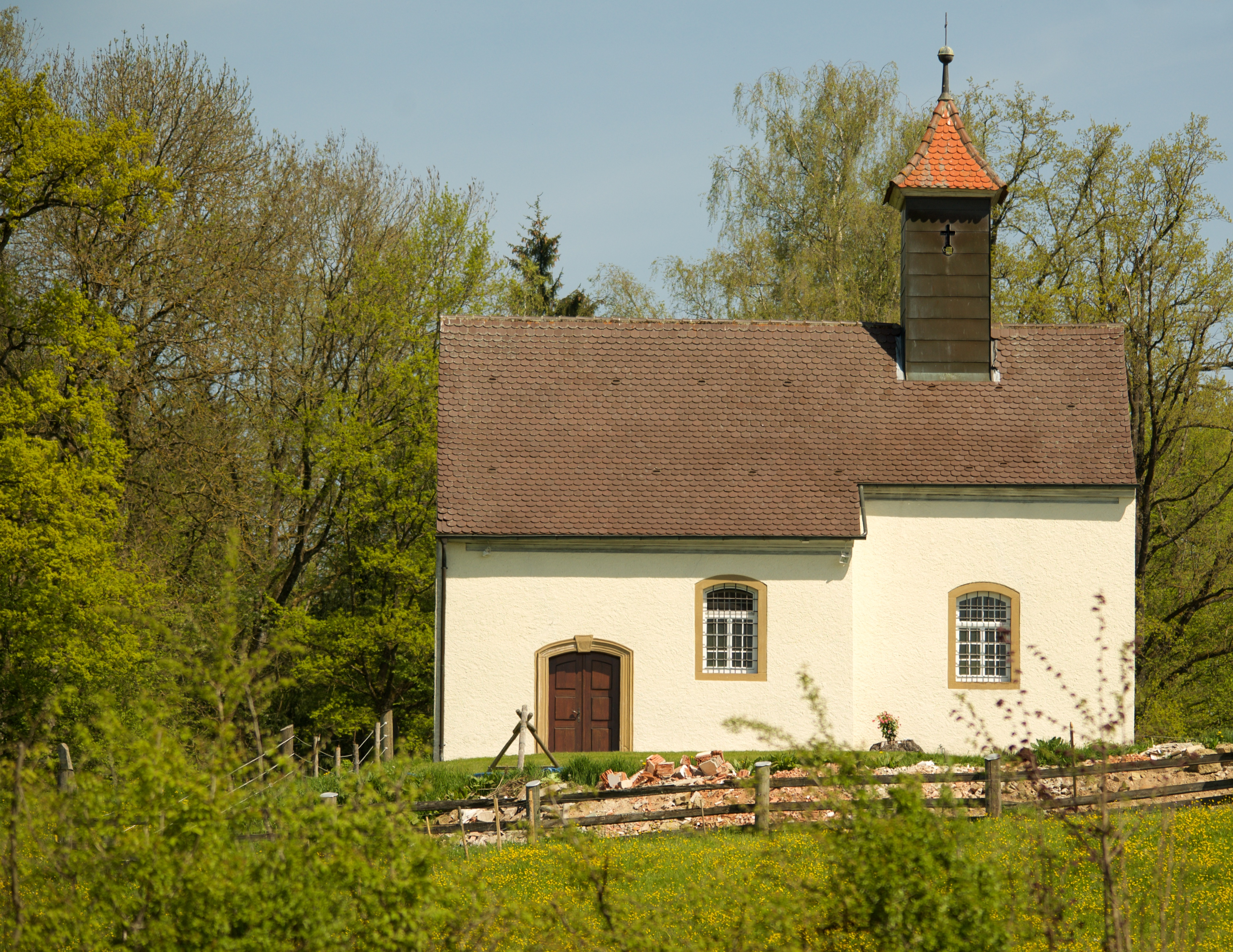

St. Nemesius ist eine katholische Kapelle beim Weiler Burgholz im Schwäbisch Gmünder Stadtteil Hussenhofen.

## Geschichte
Bereits 1349 soll in Burgholz eine Kapelle bestanden haben. Diese gehörte zur Pfarrei in Iggingen, heute zur Pfarrei St. Leonhard in Hussenhofen. Die Versorgung wurde neben den Pfarreien durch das Gmünder Heiliggeistspital sowie durch das Gmünder Kloster Gotteszell übernommen. 1588 wurde diese als baufällig beschrieben, 1660/1661 dann ein Neubau vorgenommen, wobei Teile der Vorgängerkapelle eventuell übernommen wurden. 1778 wurde durch das Spital ein Umbau vorgenommen.
Instandsetzungen wurden 1913, 1930, 1957, 1977 sowie 1997/1998 vorgenommen.

## Ausstattung
Die schlichte Kapelle verfügt über ein in barockem Stuckrahmen gefasstes Deckengemälde von 1919, das Maria auf Wolken über Burgholz thronend zeigt. Der Hochaltar ist im Stil der Neurenaissance gehalten und im ausgehenden 19. Jahrhundert gefertigt. Im Zentrum des Altars steht eine Pietà von um 1400. Flankiert wird die Figur von zwei Heiligenfiguren von 1510 aus der Werkstatt von Nikolaus Weckmann. Ebenfalls aus dieser Werkstatt stammt die St. Nemesius-Figur von um 1500 auf dem linken Seitenaltar. Die Herz-Jesu-Figur auf dem rechten Seitenaltar wurde im frühen 20. Jahrhundert gefertigt.
Eine Figur Maria mit Kind von um 1515 wird dem Umkreis Daniel Mauchs zugerechnet. Sie wird heute im Gmünder Stadtmuseum im Prediger aufbewahrt. eine Anna-Selbdritt-Figur wurde im 19. Jahrhundert geschaffen und stellt eine Kopie einer Figur auf dem Gmünder St. Salvator dar. Ein Burgholzer Messkelch aus dem 17. Jahrhundert wird heute bei St. Leonhard aufbewahrt.